# Titanoeca caspia
Espèce
Titanoeca caspia est une espèce d'araignées aranéomorphes de la famille des Titanoecidae.

## Distribution
Cette espèce est endémique de Russie. Elle se rencontre au Daghestan et dans l'oblast de Rostov.

## Description
Le mâle holotype mesure 3,5 mm et les femelles de 4,25 à 4,6 mm.

## Systématique et taxinomie
Cette espèce a été décrite par Ponomarev en 2020.

## Étymologie
Son nom d'espèce lui a été donné en référence au lieu de sa découverte, la mer Caspienne.

## Publication originale
- Ponomarev & Shmatko, 2020 : « New species and new records of spiders (Aranei) in the south of Russia. » Caucasian Entomological Bulletin, vol. 16, no 2, p. 299-309.